# Губернатор Бенкулу
Губернатор Бенкулу (индон. Gubernur Bengkulu) — глава Бенкулу, провинции в Индонезии на острове Суматра и ряде прилегающих мелких островов, избираемый на 5 лет на всенародных выборах. Вместе с губернатором избирается вице-губернатор, который наследует полномочия губернатора в случае его смерти, отставки или недееспособности.

## Список губернаторов Бенкулу
| Номер | Изображение          | Имя                         | Вступил в должность  | Покинул должность    |
| ----- | -------------------- | --------------------------- | -------------------- | -------------------- |
| 1     |                      | Али Амин                    | 4 ноября 1968 года   | 21 февраля 1974 года |
| 2     |                      | Абдул Чалик                 | 21 февраля 1974 года | 16 июля 1979 года    |
| 3     |                      | Супрапто                    | 16 июля 1979 года    | 16 июля 1984 года    |
| 3     | 16 июля 1984 года    | Супрапто                    | 17 июля 1989 года    |                      |
| 4     |                      | Рази Яхья                   | 17 июля 1989 года    | 16 июля 1994 года    |
| 5     |                      | Аджис Ахмад                 | 16 июля 1994 года    | Июнь 1999 года       |
| —     |                      | Анди Джалал Бахтияр         | Июнь 1999 года       | 17 декабря 1999 года |
| 6     |                      | Хасан Зен                   | 17 декабря 1999 года | 17 декабря 2004 года |
| —     |                      | Семан Виджоджо              | 17 декабря 2004 года | 29 ноября 2005 года  |
| 7     |                      | Агусрин Марьёно Наджамуддин | 29 ноября 2005 года  | 29 ноября 2010 года  |
| 7     | 29 ноября 2010 года  | Агусрин Марьёно Наджамуддин | 17 апреля 2012 года  |                      |
| —     |                      | Джунаиди Хамшах             | 17 апреля 2012 года  | 17 декабря 2012 года |
| 8     | 17 декабря 2012 года | Джунаиди Хамшах             | 1 декабря 2015 года  |                      |
| —     |                      | Сухаджар Дианторо           | 1 декабря 2015 года  | 12 февраля 2016 года |
| 9     |                      | Ридван Мукти                | 12 февраля 2016 года | 21 июня 2017 года    |
| —     |                      | Рохидин Мершах              | 21 июня 2017 года    | 10 декабря 2018 года |
| 10    | 10 декабря 2018 года | Рохидин Мершах              | 12 февраля 2021 года |                      |
| —     |                      | Хамка Сабри                 | 12 февраля 2021 года | 18 февраля 2021 года |
| —     |                      | Роберт Симболон             | 18 февраля 2021 года | 25 февраля 2021 года |
| 11    |                      | Рохидин Мершах              | 25 февраля 2021 года | Ныне в должности     |